# Zdeněk Cihlář
Zdeněk Cihlář (* 27. prosince 1973) je bývalý československý fotbalista, obránce.

## Fotbalová kariéra
Je odchovancem Zbrojovky Brno, vybojoval s ní titul Mistra ČR ve starším dorostu v sezoně 1991/92, do A-mužstva byl zařazen k 1. lednu 1993.
V nejvyšší soutěži debutoval 14. srpna 1993. Ze Zbrojovky hostoval v nejvyšší soutěži v Benešově (jaro 1995) a Uherském Hradišti (podzim 1995), dále ve druhé lize v Havířově (podzim 1994), Chrudimi (jaro 1996: 13 / 2, podzim 1996: 14 / 0) a ve třetí lize (MSFL) v Dolních Kounicích na jaře 2001.
V roce 2001 odešel na 10 let do Rakouska, kde si připsal 1 start v nejvyšší soutěž za FC Kärnten (2001/02), poté hrál 4. ligu za SV Leobendorf (2002–2008). V letech 2008–2011 hrál 7. ligu za SK Ernstbrunn, podzim 2011 strávil v 8. lize v USV Klement a od jara 2012 působí v menším brněnském klubu SK Žebětín v 1. A třídě Jihomoravského kraje - skupina A.
V naší nejvyšší soutěži nastoupil ke 120 utkáním a vstřelil 1 gól (22. listopadu 1998 na hřišti Karviné otevíral skóre zápasu, který FC Boby Brno nakonec vyhrálo 3:1), v rakouské nejvyšší soutěži nastoupil k jednomu utkání. V evropských pohárech nastoupil v 10 utkáních, pětkrát v Poháru UEFA (1997/98: 4 / 0 za FC Boby Brno, 2001/02: 1 / 0 za FC Kärnten) a pětkrát v Poháru Intertoto za FC Boby Brno (1998: 3 / 0, 1999: 2 / 0).

## Ligová bilance
| Ročník                          | Zápasy | Góly | Klub                                     |
| ------------------------------- | ------ | ---- | ---------------------------------------- |
| 1. česká fotbalová liga 1993/94 | 17     | 0    | FC Boby Brno                             |
| 1. česká fotbalová liga 1994/95 | 10     | 0    | FK Švarc Benešov                         |
| 1. česká fotbalová liga 1995/96 | 3      | 0    | FC JOKO Slovácká Slavia Uherské Hradiště |
| 1. česká fotbalová liga 1996/97 | 11     | 0    | FC Boby Brno                             |
| 1. česká fotbalová liga 1997/98 | 26     | 0    | FC Boby Brno                             |
| 1. Gambrinus liga 1998/99       | 23     | 1    | FC Boby Brno                             |
| 1. Gambrinus liga 1999/00       | 27     | 0    | FC Stavo Artikel Brno                    |
| 1. Gambrinus liga 2000/01       | 3      | 0    | FC Stavo Artikel Brno                    |
| Rakouská Bundesliga 2001/02     | 1      | 0    | FC Kärnten                               |
| CELKEM 1. LIGA ČR               | 120    | 1    |                                          |
| CELKEM 1. LIGA Rakousko         | 1      | 0    |                                          |